# BMI-Models
BMI-Models est une marque belge de modélisme et principalement d'aéromodélisme. La société commence ses activités en 1970.

## Liste des principaux modèles
- Avions
  - Classiques
    - Sopwith Camel Outdoor/Indoor
    - Fi-156 Fieseler Storch Outdoor/Indoor Différentes livrées sont disponibles
    - Nieuport Outdoor/Indoor
    - Piper Cub J3 Outdoor/Indoor
    - De Havilland DH1 Outdoor/Indoor
    - Fokker DR-1 Outdoor/Indoor
    - SE5 A Outdoor/Indoor
    - Tiger Moth Outdoor/Indoor

  - Micro Classiques
    - Micro Fokker DR-1
    - Micro Tiger Moth

  - Warbird
    - B-25 Mitchell
    - Bobcat
    - P51D Mustang
    - P38 Lightning
    - Spitfire